# Pedro Santaeulalia Serrán
Pedro Santaeulalia Serrán (València, 20 de juliol de 1970) és un artista faller. Representa la tercera generació d'una nissaga d'artistes fallers iniciada pel seu iaio Salvador Santaeulalia i continuada pel seu pare Miguel Santaeulalia. Els seus germans Miguel, Alejandro i José formen part de la tercera generació i tots ells han col·laborat en diferents àmbits en la trajectòria artística de Pedro.
A diferència del seu germà Miguel, la seua vocació per continuar la professió d'artista faller no li fa prendre la decisió de dedicar-se a la creació de Falles fins als 20 anys. Gràcies al seu progenitor planta la seua primera Falla gran en 1995 per a la comissió Exposició - Misser Mascó. Aquell mateix any també realitza la infantil de la Plaça del Pilar. En aquests primers anys encara gasta la infraestructura de taller de son pare. La seua ascendent progressió li du a la secció de plata amb Arxiduc Carles - Xiva fent-se amb el primer premi en 1999. Planta també en primera A per a la comissió Duc de Gaeta - Pobla de Farnals en 2000 just abans de donar el pas a la municipal de la capital de l'Horta.
Ha plantat en tres ocasions la Falla de l'Ajuntament de València amb una primera obra realitzada l'any 2001 amb lema "Adéu segle XX", la segona en 2009 dedicada al Bioparc, "Benvinguts a casa" i, per acabar, en 2010 "Falles o treballes", la tercera centrada en els oficis de la pròpia festa fallera.
El seu pas per la secció especial de les Falles de València és un dels més destacats de la història de la festa. Debuta l'any 2002 a Russafa plantant "Desitjos, només en Nadal?" per la comissió Sueca - Literat Azorin, obra que li valdrà el primer màxim guardó de la categoria. En 2004 inicia amb "Qui espera, desespera" l'etapa més exitosa de la seua vida artística amb Pediatra Jorge Comin - Serra Calderona. Des de març d'eixe any fins al de 2008 aconsegueix de manera consecutiva cinc primers premis amb la comissió de Campanar. En 2010 torna de nou a especial amb "Planet Fallas" per a l'encreuament dels carrers Sueca i Literat Azorin. De 2011 a 2016 planta a la ubicació de la històrica Convent Jerusalem - Matemàtic Marzal obtenint dos màxims reconeixements més. En total suma 8 primers premis a la secció especial del Cap i Casal.
El seu estil es caracteritza per la utilització de volums de grans dimensions, composicions corals formades per nombrosos remats que interactuen com si estigueren disposades en un escenari i l'ús de la caricatura heretat de Miguel Santaeulalia Núñez. A més de plantar en les grans places falleres, comissions com Plaça del Doctor Collado, Arquebisbe Olaechea - Sant Marcel·lí, Barri de la Llum, Lo Rat Penat, Matias Perelló - Luis Santangel, Nador - Miraculosa i Peu de la Creu a la ciutat de València, Els Barris a Torís, Montserrat, Rambleta de Catarroja o Passeig-Mercat de Cullera també han comptat amb els seus cadafals fallers. En 2014 amb motiu de la Spain's week a Xangai organitzada per l'Agència Espanyola de Cooperació Internacional al Desenvolupament planta una Falla a la ciutat asiàtica.
El Museu Faller de València alberga el Ninot indultat 1997 signat per l'artista per Arxiduc Carles - Xiva i dedicat a l'iniciador de la nissaga dels Santaeulalia. Aquesta obra va estar modelada pel seu germà Miguel i ell va ajudar en la realització.
La seua producció per a la festa major de la capital alacantina és també nombrosa. Ha realitzat Fogueres a especial per a Sèneca - Autobusos i Florida - Plaça la Vinya. Ha plantat també en altres categories per a Baver - Els Antigons, Parc Avingudes, Diputació - Renfe i Oscar Esplà entre d'altres. Amb la de Sagrada Família ha guanyat el Ninot Indultat que se conservarà a la Casa de la Festa.